# 蒙马克
蒙马克（法語：Montmacq，法語發音：[mɔ̃mak]）是法国瓦兹省的一个市镇，位于该省东北部，瓦兹河左岸，属于贡比涅区。

## 地理
蒙马克（49°28'52"N, 2°54'6"E）面积7.25 平方千米，位于法国上法蘭西大區瓦兹省，该省份为法国北部内陆省份，北起索姆省，西接厄尔省和滨海塞纳省，南至塞纳-马恩省和瓦兹河谷省，东临埃纳省。
与蒙马克接壤的市镇（或旧市镇、城区）包括：康布罗讷-莱里贝库尔、潘普雷、勒普莱西布里永、里贝库尔-德雷兰库尔、圣莱热欧布瓦、图罗特。

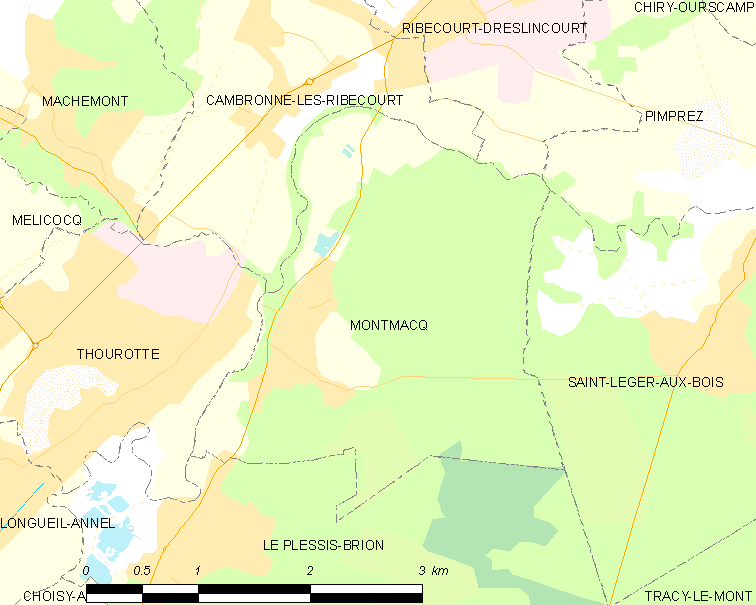
蒙马克的OSM定位图

蒙马克的时区为UTC+01:00、UTC+02:00（夏令时）。

## 行政
蒙马克的邮政编码为60150，INSEE市镇编码为60423。

## 政治
蒙马克所属的省级选区为图罗特县。

## 人口

1962-2008年间蒙马克人口变化图示

蒙马克于2022年1月1日时的人口数量为1159人。